# Hypodryas leonhardi
Hypodryas leonhardi är en fjärilsart som beskrevs av Hans Fruhstorfer 1917. Hypodryas leonhardi ingår i släktet Hypodryas och familjen praktfjärilar. Inga underarter finns listade i Catalogue of Life.